# Belmont (Maine)
Belmont es un pueblo ubicado en el condado de Waldo en el estado estadounidense de Maine. En el Censo de 2010 tenía una población de 942 habitantes y una densidad poblacional de 25,63 personas por km².

## Geografía
Belmont se encuentra ubicado en las coordenadas 44°23′18″N 69°6′44″O / 44.38833, -69.11222. Según la Oficina del Censo de los Estados Unidos, Belmont tiene una superficie total de 36.75 km², de la cual 35.25 km² corresponden a tierra firme y (4.07%) 1.5 km² es agua.

## Demografía
Según el censo de 2010, había 942 personas residiendo en Belmont. La densidad de población era de 25,63 hab./km². De los 942 habitantes, Belmont estaba compuesto por el 97.03% blancos, el 0.21% eran afroamericanos, el 0.32% eran amerindios, el 0.32% eran asiáticos, el 0% eran isleños del Pacífico, el 0.85% eran de otras razas y el 1.27% pertenecían a dos o más razas. Del total de la población el 0.85% eran hispanos o latinos de cualquier raza.